# Peniophora laxitexta
Peniophora laxitexta är en svampart som beskrevs av C.E. Gómez 1976. Peniophora laxitexta ingår i släktet Peniophora och familjen Peniophoraceae.   Inga underarter finns listade i Catalogue of Life.